# Enric Sarradell i Pascual
Enric Sarradell i Pascual (Sabadell, 1893 - Manresa, 1963) fou un periodista tradicionalista català.

## Biografia
Era fill de Francesc Sarradell Mateu (†1935) i de Josepa Pascual. El seu pare era fill i net de veterans de les guerres carlines.
Tradicionalista com la seva família, Enric Sarradell fou un entusiasta admirador de Jaume Balmes i deixeble de Fèlix Sardà i Salvany. El 1908 va començar a col·laborar amb el diari de Sabadell Gazeta del Vallès, sota l'orientació i seguint els consells que li donava Sardà.
Durant la seva joventut, Enric formà part del Requetè de Sabadell. Va ser un dels col·laboradors del setmanari jaumí La Trinchera (1912-1917). L'any 1915 formà part del Consell directiu de l'Associació de la Premsa de Sabadell com a secretari. A causa de la seva activa militància, el 1916 ja formava part de la Junta tradicionalista del districte de Sabadell com a secretari general.
En poc temps els seus articles no només es publicaven a Sabadell, sinó també en molts diaris de Barcelona, Madrid, València, Orense, Bilbao i Pamplona, sovint fent servir diferents pseudònims.
Com Juan Vázquez de Mella i la direcció de la Comunió Tradicionalista, defensà la neutralitat d'Espanya a la Primera Guerra Mundial contra els qui volien que hi entrés al costat dels Aliats, escrivint articles germanòfils a la premsa i presentant conferències sobre aquest tema.
A la Revista de Sabadell, on va emprar sovint el pseudònim de Carlos de Valrá, tractà sobre els diferents aspectes de la guerra europea, com els crims bèl·lics, l'imperialisme britànic, el bolxevisme, etc. A la Gazeta del Vallès va escriure en català contra les escoles laiques, acusant-les de ser centres de corrupció i de promoure la maçoneria, i també de la Gran Guerra, manifestant que els catòlics havien de simpatitzar amb Alemanya, i que «la maçoneria, el socialisme i l'orgull dels Estats Units està desfent la vella Europa».
Després de 1919 s'afilià als Sindicats Lliures. Més endavant va donar suport a la dictadura de Primo de Rivera i va ser un dels homes forts del règim a Sabadell, on va ser cap de governació de la corporació municipal i del Negociat de Premsa de l'Ajuntament de Sabadell. També va dirigir el Sometent i va exercir d'inspector en cap de Vigilància. A iniciativa seva es va convertir la Rambla de Sabadell en bulevard, obra que Sarradell va proposar en una conferència pronunciada al local de l'Associació de la Premsa.
El 1926 fou nomenat delegat regional per a Catalunya i Balears del Comitè central de la Federació Nacional d'Obrers i Empleats Municipals. Tot i que la dictadura va prohibir algunes de les conferències del Cercle Tradicionalista de Sabadell, es va permetre que organitzessin una Escola Dominical, on van continuar les seves activitats.
Va realitzar múltiples viatges per Espanya i per Europa, reflectint el seu pensament en llibres, discursos, conferències i descripcions de viatges. Va obtenir premis literaris en Saragossa, Bilbao i Pamplona.
L'any 1930 va participar en el Certamen nacional de periodisme tradicionalista organitzat pel setmanari El Tradicionalista de València i va obtenir una menció honorífica pel treball «Suma variedad de la unidad» sobre la Societat Tradicionalista de Pamplona. A l'abril del mateix any fou expulsat de l'Associació de Premsa de Sabadell.
Durant la Segona República fou articulista del diari El Correo Catalán amb el pseudònim Parvissimus, i es va destacar pels seus discursos i conferències tradicionalistes. Després de traslladar la seva residència a Sant Feliu de Llobregat, va formar part de la junta carlina local, dirigida per Joan de Batlle i Ribas. Fou redactor del quinzenal tradicionalista santfeliuenc Espanya Federal, i en va ser nomenat director l'any 1935. També va escriure per al diari tradicionalista madrileny El Siglo Futuro, del qual va ser corresponsal a Sant Feliu.
La matinada del 10 juny de 1934, la Guàrdia d'Assalt, que havia intervingut el servei telefònic, va entrar en el seu domicili a causa d'unes converses telefòniques que van considerar sospitoses, però no hi van trobar res delictiu i se'n retiraren. S'oposà al moviment d'octubre i al març del 1935 va fer una conferència sobre aquest tema al Casal Tradicionalista santfeliuenc.
Durant la Guerra Civil espanyola va ser durant un temps secretari privat de l'anarquista sabadellenc Bru Lladó i va actuar com a cinquena columna. Per haver fet alguna actuació forta a favor de la CNT-FAI, es congracià la confiança de certes autoritats, la qual cosa li va permetre practicar derrotisme a alt nivell.
Després de la victòria del Bàndol nacional, va donar suport al règim de Franco i va escriure la cançó de gesta La Boina roja (1939). Va estar al capdavant de la secció de governació del nou Ajuntament de Sabadell i va impulsar el canvi de noms de carrers que podien constituir «una ofensa al espíritu de la nueva España, católica e imperial», tot afirmant que «hay que infiltrar en el alma ciudadana la elegancia espiritual que fluye, después de la Cruzada, de nombres y gestas de salvación y enaltecimiento». Alguns dels noms suprimits del nomenclàtor van ser els de Lacy, Riego i Madoz.
Va oferir a l'Ajuntament la publicació d'un manuscrit seu titulat Sabadell mártir, amb pròleg de Pere Pascual Salichs, on narrava l'actuació tirànica del règim republicà a la ciutat durant la guerra, però va ser rebutjat l'any 1942 per la corporació local davant la negativa de mossèn Ernest Mateu i Vidal.
Posteriorment s'establí a Manresa
i fou secretari del Consell Local de Cultura d'aquesta ciutat.
Va continuar escrivint a la premsa. A principis de la dècada de 1960 encara escrivia articles a la revista Tradición. A més de Parvissimus i Carles de Valrà, utilitzà també els pseudònims El Cucala, Milos i Ferran de Sapal. També va publicar alguns llibres, però va deixar inèdits altres.
Fou pare de Mercè (1918-2016), Pepita, Jaume (1920-2010) i Carles Sarradell Company (1923-1931).

## Obres
- Regionalisme integral, 1919.
- La Organización Tradicionalista del Trabajo: estudio político social, leído por su autor en la Asamblea General Tradicionalista, celebrada en Zaragoza. Sabadell, Imp. Montaner, 1922.
- Sindicat d'iniciatives, Sabadell, 1927.
- Nociones de estadística municipal. Ayuntamiento de Sabadell.
- La Boina roja: Canción de Gesta. Tipografía Vivas. Sabadell, 1939.
- Memoria del Secretario del Jurado Calificador de los Juegos Florales de la Misteriosa Luz de Manresa. 1944.
- Cartas a un preguntón: temas permanentes. Manresa, 1948.
- La portentosa aventura de un paracaidista alemán: leyenda de guerra, 1953.

### Inèdites
- Hojas de ruta. (Narraciones de viajes)
- Santa Teresa de Jesús y la mujer española
- Sabadell mártir. Elementos para la historia
- ¿Es católica Alemania?
- Valera y Aparisi y Guijarro. (Biografías desconcertantes)
- La Sagrada Comunión. Consideraciones de un creyente
- La Beata Madre Joaquina de Vedruna. (A modo de biografía)
- La Guerra. Causas remotas y causas inmediatas
- Ghetos y Logias. Observaciones sobre la conspiración internacional contra el Cristianismo
- Valores históricos del Carlismo. Excmo. e Ilmo. Sr. D. José Caixal y Estradé, Obispo de la Seo de Urgel y Vicario General Castrense de los Ejércitos de Carlos VII y Excmo. Sr. Don Miguel Gómez Damas, Comandante General carlista de Andalucía. (A modo de biografía)[28]